# Bert Norris
Bert Norris (eigentlich Albert James Norris; * 5. November 1898 in Mayfair; † 11. Juni 1990 in Wincanton) war ein britischer Marathonläufer.
1930 wurde er Siebter beim Polytechnic Marathon und Fünfter bei der Englischen Meisterschaft. Im folgenden Jahr wurde er in 2:40:37 h Zweiter beim Polytechnic Marathon.
1933 wurde er nach zweiten Plätzen beim Polytechnic Marathon und der Englischen Meisterschaft Niederländischer Meister in 2:42:55 h. Im Jahr darauf wurde er erneut Englischer Vizemeister, erreichte aber bei den British Empire Games 1934 in London für England startend nicht das Ziel. 1935 gewann er sowohl den Polytechnic Marathon wie auch die Englische Meisterschaft. Im Jahr darauf verteidigte er seinen Titel beim Polytechnic Marathon mit seiner persönlichen Bestzeit von 2:35:20 h, musste aber bei den Olympischen Spielen 1936 in Berlin aufgeben.
1937 folgte dem dritten Sieg beim Polytechnic Marathon ein dritter Platz bei der Englischen Meisterschaft. 1938 gewann er Silber bei den British Empire Games in Sydney, 1939 wurde er Zweiter beim Polytechnic Marathon.